# Rudolf Haering
Rudolf Haering (9. února 1915, Kutná Hora – 14. března 1976, Hranice) byl československý letec, účastník Bitvy o Británii, válečný pilot v 311. československé bombardovací peruti RAF.

## Život
Narodil se v Kutné Hoře jako syn dělnice tabákové továrny v Sedlci u Kutné Hory, absolvoval tři ročníky odborné školy a vyučil se automechanikem u firmy Kubín v Kutné Hoře. Dne 1. listopadu 1933 dobrovolně nastoupil vojenskou službu u 2. leteckého pluku v Olomouci, během základní služby absolvoval školu leteckých radiotelegrafistů v Čáslavi. Od roku 1935 setrval v další činné službě a byl přidělen do Vojenského leteckého učiliště v Prostějově jako instruktor pro letecké radiotelegrafisty a školu záložních důstojníků letectva. V roce 1936 byl přeložen k 6. leteckému pluku v Hradci Králové, kde působil v hodnosti délesloužícího četaře jako letecký radiotelegrafista a instruktor ve škole pro radiotelegrafisty letectva v Čáslavi a v Kutné Hoře až do okupace 15. března 1939].
V červnu 1939 překročil poblíže Šenova hranice Protektorátu do Polska. Po internaci byl odeslán k Československé vojenské skupině do Krakova a v červenci 1939 zařazen do skupiny letců, která byla odeslána do Francie. Prodělal výcvik v cizinecké legii v Sidi Bel Abbès, v listopadu 1939 byl z cizinecké legie přeřazen k leteckému výcviku do Blidy u Alžíru a posléze zpět do Francie na základnu v Saint Jean d'Angély. Po přeškolení na leteckého radionavigátora s Bombardovací skupinou I/23 (Groupe de Bombardement I/23) z Pont de Lyon, Chamoux a Violes absolvoval na strojích Bloch a LeO pět bojových letů při útocích na postupující nacistické jednotky a na cíle v severní Itálii. Po kapitulaci Francie se přes Oran, Casablancu a Gibraltar dostal 12. července 1940 na palubě indické lodi Neuralia do Liverpoolu. V Anglii byl zařazen k RAF jako Sergeant a odeslán do výcvikového střediska RAF Honington. Tam byl u zrodu 311. československé bombardovací peruti RAF, jejímž příslušníkem zůstal až do jejího oficiálního rozpuštění 15. února 1946.
Po zaškolení na Wellingtonech poprvé vzlétl 27. prosince 1940 v posádce Jana Hrnčíře k bombardování německé ponorkové základny v Lorientu. Od roku 1941 létal v posádce Wellingtonu Jindřicha Breitcetla, který 28. dubna 1941 převzal pilot Josef Bernát. Na pozici radionavigátora odlétal nad Spojeným královstvím, Německem a nacisty okupovanými zeměmi přes 200 operačních hodin, pak byl 5. července 1941 při operačním letu, jehož cílem bylo bombardování Münsteru, těžce raněn. Při zpátečním letu napadla jejich Wellington Mk.IC R1532 “KX o R” nad holandským pobřežím německá stíhačka, její palba zničila ovládání zadní střelecké věže, poškodila radiostanici a hydrauliku letounu a způsobila na palubě požár. Haering nejprve začal sám hasit požár holýma rukama, potom se i za pomoci dalších členů posádky a hasicího přístroje povedlo požár zdolat. Haeringovi se podařilo popálenýma rukama dokonce i provizorně opravit poškozenou radiostanici a navést letoun na přistání, které pilot Josef Bernát zvládl, navzdory nemožnosti vyklopit podvozek, bez dalšího zranění členů posádky. Rudolf Haering i Josef Bernát byli za tento „nádherný příklad odvahy a odhodlání tváří v tvář velkému a bezprostřednímu nebezpečí“ králem Jiřím VI. oceněni 15. září 1941 britským vyznamenáním Distinguished Flying Medal (uděleným za 75 let pouze 170 cizincům), s právem užívat za jménem zkratku DFM.
Ač byl vyléčen jen částečně, nastoupil Haering již v srpnu 1941 do pilotní školy, kterou absolvoval v Británii a v Kanadě. Od září 1942 pokračoval v operačním létání u 311. bombardovací perutě již jako pilot. Bojově létal na Wellingtonech, Mitchellech a Liberatorech, operoval nad Francií a Německem, v bojích proti německým ponorkám a loďstvu v Atlantiku, Biskajském zálivu, Severním moři, Karibském moři a při ochraně konvojů do Sovětského svazu létal až za polární kruh. Při 118 operačních letech nalétal celkem 1140 operačních hodin, jeho posledním válečným operačním letem bylo 26. května 1945 pronásledování pirátských ponorek u pobřeží Norska.
Po válce létal jako pilot I. třídy na Mosquitech u plzeňského Leteckého pluku 24. V Plzni byl pak v období 1947-1948 velitelem pilotní školy na letounech Aero C-3B (verze letounu Siebel Si 204). Svých posledních 38 aktivních bombardovacích vzletů uskutečnil jako štábní kapitán ve dnech 14. a 15. března 1947 na Slovensku, kdy se strojem Aero C-3B bombardoval ledové bariéry na Dunaji při ochraně Bratislavy před zaplavením.
Vojenskou a leteckou dráhu ukončil komunistický převrat. Po Únoru 1948 byl nejprve odvolán z funkce velitele pilotní školy, v červenci 1948 byl přeložen k náhradní letce do Brna, 1. května 1949 byl odeslán na nucenou dovolenou. Dne 1. listopadu 1949 byl přeložen do výslužby, zprvu se sníženým výslužným, v roce 1950 mu bylo výslužné zcela odebráno. Byl zaměstnán jako pomocný skladový dělník v plzeňské Mototechně až do prosince 1950, kdy byl vyhnán z vlastního plzeňského bytu v Dvořákově ulici a vystěhován do Volyně. Zaměstnání se mu podařilo sehnat až po měsíci, jako zámečník ale pracoval jen deset měsíců. V listopadu 1951 byl zatčen a ve vykonstruovaném procesu za údajné kritizování veřejných činitelů byl Okresním soudem ve Strakonicích odsouzen na tři roky. Trest vykonával v uranových dolech v Jáchymově na šachtě Svatopluk, propuštěn byl po amnestii v květnu 1953. Na dva roky byl nasazen jako brigádník na stavbu lipenské přehrady, pak žil dlouhá léta ve Volyni. Svobody ani své rehabilitace se nedočkal, krátce po dosažení důchodového věku zemřel v jednašedesáti letech v Hranicích.
Po roce 1989 byl rehabilitován. Dne 1. června 1991 byl povýšen in memoriam do hodnosti plukovníka.

## Vyznamenání
- Distinguished Flying Medal
- Československý válečný kříž 1939, udělen 5x
- Československá medaile Za chrabrost před nepřítelem
- Československá medaile za zásluhy, I. stupně
- Air Crew Europe Star
- Pamětní medaile k 20. výročí osvobození ČSSR
- Defence Medal
- Pamětní medaile československé armády v zahraničí, se štítkem Francie a Velká Británie
- Československá medaile Vítězství
- Atlantic Star